# Mridanga

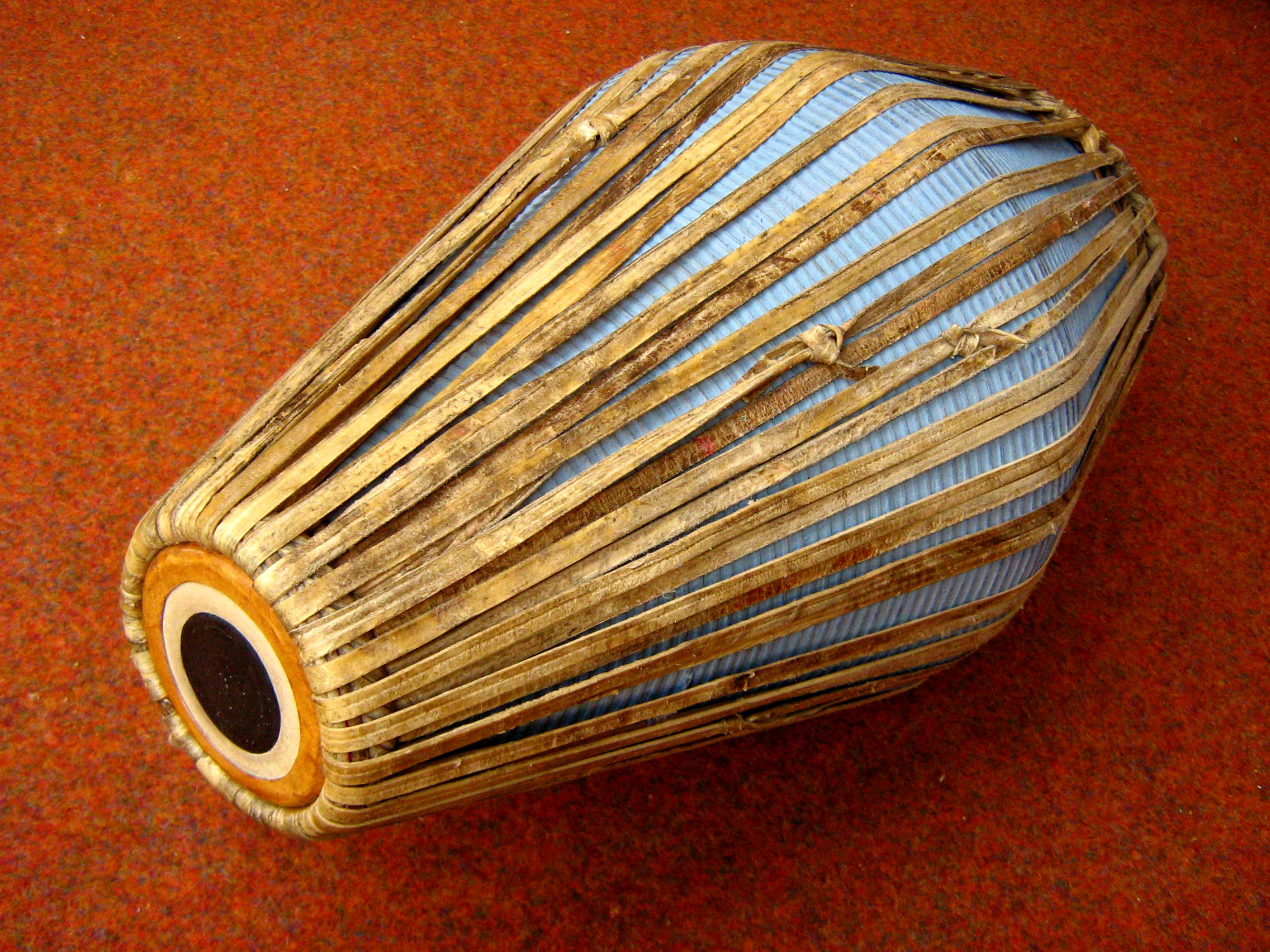
Mridanga dayan

Mridanga (hindsky मृदंग, tamilsky மிருதங்கம், kannadsky ಮೃದಂಗ, skt. mṛd hlína, anga tělo.), jinak také mridangam, mridungam, mritanga, mrdangam, khol, khole, je
indický hudební bicí nástroj hojně užívaný v hudbě severní a jižní Indie.

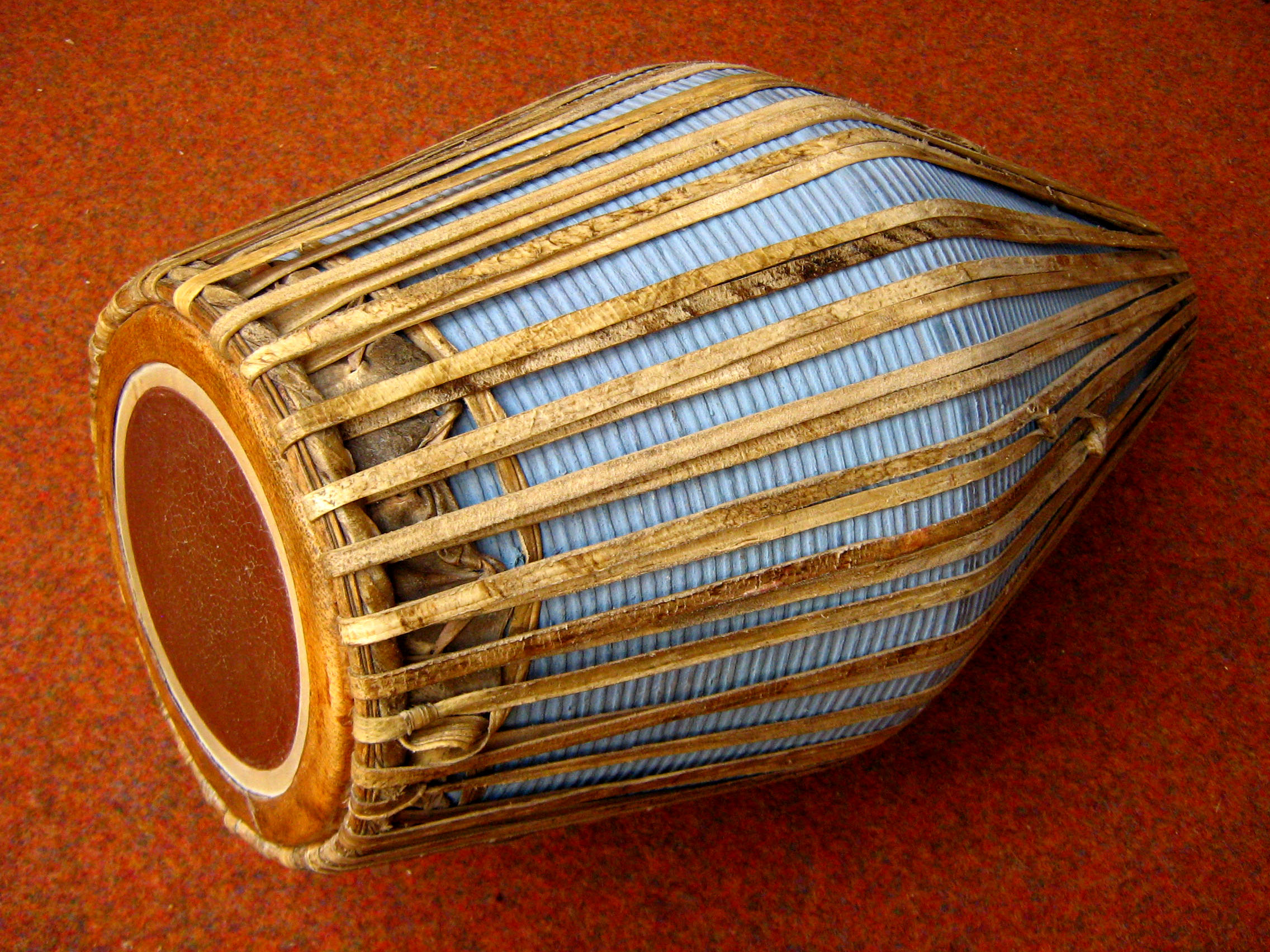
Mridanga bayan

## Popis

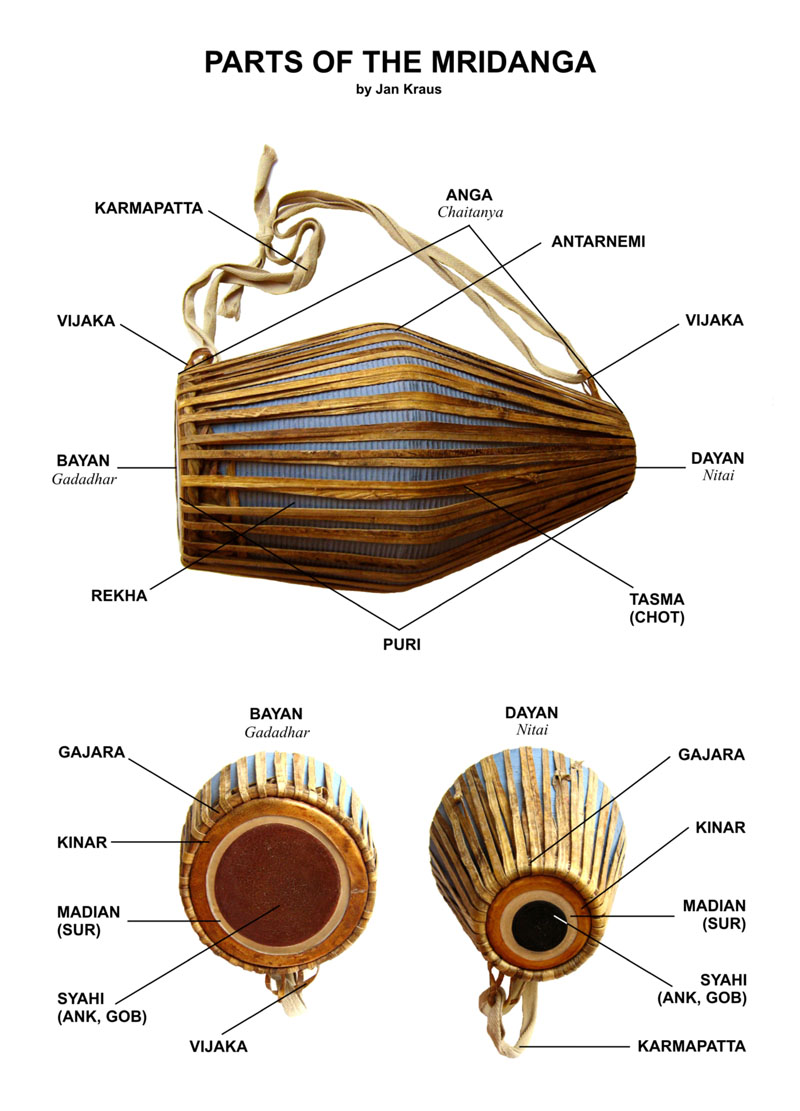
Části mridangy

Tělo tvaru dvou spojených komolých kuželů s hranou uprostřed nazývanou antarnemi, je vyrobeno z pálené hlíny (na těle jsou pak znatelné rýhy od vytáčení zvané rekha), vzácněji z mosazi, dnes někdy také ze sklolaminátu osazeno dvěma rozdílně velkými a rozdílně znějícími blánami. Větší blána se nazývá bayan vydává hlubší tón, přičemž zároveň umožňuje hrát glissanda. Menší blána nese označení dayan a co do zvuku vydává vyšší tóny. Každá z blan nazývaných jinak purí je na okraji opatřena obroučkou pagri neboli gajara, spletenou spirálovitě z kůže a spojenou provleknutím pomocí pásků nazývaných tasma nebo chot (v podstatě se jedná o jeden dlouhý pásek) s obroučkou druhé blány. Z obou obrouček vychází očko vijaka pro uchycení popruhu z bavlny zvaného karmapatta. Vzhledem k velkému počtu provléknutí tam a zpět je tělo z velké části pokryto koženými pásky. Pod obroučkou je vrstva kůže nazývaná kinar přitlačující vlastní blánu k tělu. Obě blány jsou opatřeny černě zbarvenými disky syahi/ank/gob vytvořenými postupným nanášením soustředných kruhových vrstev pasty vyrobené ze směsi vody, rýžového škrobu, uhlíku, oxidů kovů a dalších přísad. Prostor mezi kinarem a syahi se nazývá madian nebo sur. Veškeré kožené součásti se vyrábějí vždy výhradně z kůže přirozeně uhynulých zvířat.

## Technika hry
Hráč má nástroj při hře na klíně tak, že menší blána směřuje doprava a větší doleva, případně pokud hraje vestoje, je nástroj zavěšený na popruhu. Hrají se rytmy dané kombinací slabik definovaných pro každou blánu zvlášť (slabiky dayan: Nak, Ta, Tak, Ti, Tik, Te, Tek, Re, Rek, slabiky bayan: Khi, Ghe, Ghin, Kot, Gi) a dohromady dané mantrou. Z nejčastějších například DhaGi TeTe Nak DheNa Každá ze slabik má určené místo úhozu na bayanu či dayanu, přičemž vznikají i zvuky složené (např. Dha). Pro úhozy se používá všech prstů, nejméně však malíčku a palce. Ladit lze tak, že přitáhneme pár pásků tasma k sobě, což provedeno na více místech umožní, i když v menší míře, měnit tón blány.

## Původ a použití
Podle vaišnavské tradice je mridanga totožná s flétnou Pána Kršny a byla vynalezena a sestavena Pánem Čaitanjou Maháprabhuem. Zmiňují ji však již Bhágavata Purána a Kautilja (Čánakja). Nejpodstatnějšího využití má při doprovodu duchovních písní (bhajan) a při společném zpívání svatých jmen Pána Kršny (kírtan).

## Zacházení
Vzhledem k nejčastěji použitému materiálu (hlína) je třeba s mridangou zacházet velice opatrně. I malý náraz může způsobit trhlinu ve stěně těla. Mridangu nikdy nepokládáme na velkou blánu, ale vždy vodorovně. Je vhodné umístit ji na místě s nízkou vlhkostí, zároveň však také daleko od zdrojů tepla, tak aby se blány ani nepovolovaly ani nehrozilo prasknutí přepětím. Nikdy ji také nepřekračujeme.